# كيسي إبرامز
كيسي إبرامز (بالإنجليزية: Casey Abrams)‏ هو موسيقي ومغني أمريكي، ولد في 12 فبراير 1991 في أوستن في الولايات المتحدة.

## وصلات خارجية
- الموقع الرسمي
- كيسي إبرامز على موقع ميوزك برينز (الإنجليزية)
- كيسي إبرامز على موقع أول ميوزيك (الإنجليزية)
- كيسي إبرامز على موقع ديسكوغز (الإنجليزية)